# Dakota Johnson
Dakota Mayi Johnson (n. 4 octombrie 1989, Austin, Texas, SUA) este o actriță și fotomodel american. Succesul ei a venit odată cu rolul principal în filmul Cincizeci de umbre ale lui Grey, care a fost lansat în 2015.

## Biografie
S-a născut la 4 octombrie 1989 în Austin (Texas), în familia actorilor Don Johnson și Melanie Griffith. Bunicii săi pe linia maternă sunt Peter Griffith și actrița câștigătoare a Globului de Aur Tippi Hedren. Fostul său tată vitreg este Antonio Banderas.
Dakota Johnson și-a făcut debutul actoricesc în anul 1999, în filmul Crazy Alabama, unde ea și sora ei vitregă, Stella Banderas, au interpretat rolurile fiicelor mamei lor din viața reală, Melanie Griffith. Filmul a fost regizat de tatăl vitreg de atunci, Antonio Banderas.
Ea a învățat la Aspen Community School.
Prima dată a fost interesată de cariera de modeling la doar 12 ani, când a participat la ședința foto cu alți copii a celebrităților pentru Teen Vog.
La începutul anului 2016, la sfârșitul lunii februarie împreună cu Jamie Dornan au primit premiul "Zmeura de aur" pentru interpretările din filmul Cincizeci de umbre ale lui Grey.

## Filmografie
| An   | Titlu                      | Rol                    | Note           |
| ---- | -------------------------- | ---------------------- | -------------- |
| 1999 | Crazy in Alabama           | Sondra                 |                |
| 2010 | The Social Network         | Amelia Ritter          |                |
| 2011 | Beastly                    | Sloan Hagen            |                |
| 2012 | For Ellen                  | Cindy Taylor           |                |
| 2012 | Goats                      | Minnie                 |                |
| 2012 | 21 Jump Street             | Fugazy                 |                |
| 2012 | The Five-Year Engagement   | Audrey                 |                |
| 2013 | Theo                       | Chloe                  |                |
| 2014 | Date and Switch            | Em                     |                |
| 2014 | Need for Speed             | Anita                  |                |
| 2015 | Fifty Shades of Grey       | Anastasia "Ana" Steele |                |
| 2015 | Anarchy                    | Imogen                 | Post-producție |
| 2015 | Black Mass                 | Lindsey Cyr            | Filmare        |
| 2015 | A Bigger Splash            |                        | Post-producție |
| 2016 | How to Be Single           | Alice                  |                |
| 2017 | Fifty Shades Darker        | Anastasia "Ana" Steele |                |
| 2018 | Fifty Shades Freed         | Anastasia "Ana" Steele |                |
| 2018 | Vremuri grele la El Royale | Emily Summerspring     |                |

| An        | Titlu               | Rol      | Note                                      |
| --------- | ------------------- | -------- | ----------------------------------------- |
| 2012–2013 | Ben and Kate        | Kate Fox | 16 episoade                               |
| 2013      | The Office          | Dakota   | Episodul: "Finale"                        |
| 2015      | Saturday Night Live | Gazdă    | Episodul: "Dakota Johnson/Alabama Shakes" |